# روث فيسون شو
روث فيسون شو (بالإنجليزية: Ruth Faison Shaw) هي مربية وفنانة ورسامة أمريكية، ولدت في 1887 في كينانزفيل في الولايات المتحدة، وتوفيت في 3 ديسمبر 1969.